# Abernathy
|  | Per a altres significats, vegeu «Constance Abernathy». |

Abernathy és una població dels Estats Units a l'estat de Texas. Segons el cens del 2000 tenia 2.839 habitants.

## Demografia
Segons el cens del 2000, Abernathy tenia 2.839 habitants, 996 habitatges, i 800 famílies. La densitat de població era de 928,9 habitants/km².
Dels 996 habitatges en un 38,8% hi vivien nens de menys de 18 anys, en un 65,5% hi vivien parelles casades, en un 10,9% dones solteres, i en un 19,6% no eren unitats familiars. En el 18,2% dels habitatges hi vivien persones soles l'11,5% de les quals corresponia a persones de 65 anys o més que vivien soles. El nombre mitjà de persones vivint en cada habitatge era de 2,85 i el nombre mitjà de persones que vivien en cada família era de 3,23.
Per edats la població es repartia de la següent manera: un 30,1% tenia menys de 18 anys, un 8% entre 18 i 24, un 25,5% entre 25 i 44, un 21,4% de 45 a 60 i un 15,1% 65 anys o més.
L'edat mediana era de 35 anys. Per cada 100 dones de 18 o més anys hi havia 88,5 homes.
La renda mediana per habitatge era de 31.377 $ i la renda mediana per família de 35.399 $. Els homes tenien una renda mediana de 25.635 $ mentre que les dones 21.198 $. La renda per capita de la població era de 13.919 $. Aproximadament el 9,6% de les famílies i el 9,3% de la població estaven per davall del llindar de pobresa.

## Poblacions properes
El següent diagrama mostra les poblacions més properes.